# يو (ألبوم)
يو (بالإسبانية: Yo)‏ (بالعربية: أنا)؛ هو سادس ألبوم استوديو قادم للفنانة الرومانية إينا، يتوقع صدوره في 2019 مع شركة الإنتاج روك نايشن، وقد أطلقت ثلات أغاني من الألبوم حتى الآن.

## الخلفية
بدأ العمل على ألبوم «يو» في 2016، وقد رفعت إينا فيديو على قناتها في اليوتيوب في 16 أكتوبر وهو يصادف يوم ميلادها، وأطلقت عليه اسم "Yo"، وكان عبارة عن فيلم قصير كدعاية للألبوم.

## أغاني الألبوم
- را (بالإسبانية: Ra)‏
- إغوانا (بالإسبانية: Iguana)‏
- سين تي (بالإسبانية: Sin Ti)‏
- تو مانيرا (بالإسبانية: Tu Manera)‏
- كونتيغو (بالإسبانية: Contigo)‏
- نعم ماما (بالإسبانية: Sí, Mamá)‏
- سين تي (بالإسبانية: Sin Ti)‏
- لوكورا (بالإسبانية: Locura)‏
- فويغو (بالإسبانية: Fuego)‏
- لا فيدا (بالإسبانية: La Vida)‏
- غيتانا (بالإسبانية: Gitan)‏
- تي فاس (بالإسبانية: Te Vas)‏

## روابط خارجية
- يو على موقع أول موفي (الإنجليزية)